# Ceroux
Der Ceroux ist ein Fluss in Frankreich, der in der Region Auvergne-Rhône-Alpes verläuft. Er entspringt im nordwestlichen Gemeindegebiet von Soulages, entwässert generell Richtung Nordost und mündet nach rund 33 Kilometern im Gemeindegebiet von Vieille-Brioude als linker Nebenfluss in den Allier. Auf seinem Weg durchquert der Ceroux die Départements Cantal und Haute-Loire.

## Orte am Fluss
(Reihenfolge in Fließrichtung)
- La Ronzière, Gemeinde Soulages
- Le Bouchet, Gemeinde Rageade
- La Bastide, Gemeinde Lastic
- Loudières Basses, Gemeinde Celoux
- La Chapelle-Laurent
- Mercœur
- Glaizeneuve, Gemeinde Lubilhac
- Saint-Just-près-Brioude
- Vieille-Brioude